# La venjança de la Jane
La venjança de la Jane (títol original en anglès, Jane Got a Gun) és un western estatunidencobritànic de Gavin O'Connor estrenat l'any 2016. El títol de la pel·lícula Jane Got a Gun és una picada d'ull a la pel·lícula de Dalton Trumbo Johnny va agafar el fusell (Johnny Got His Gun en versió original) estrenada l'any 1971. S'ha subtitulat al català.

## Argument
La jove Jane està casada amb un dels tipus més perillosos de l'Oest. Un dia el seu marit torna a casa amb 8 ferides de bala. La banda del cruel Bishop l'ha cosit a trets. Sobreviu, però sap que és qüestió de temps que Bishop i els seus vinguin a rematar la feina. Jane decidirà no esperar que vingui i anirà directament contra ells. Jane demana ajuda al seu vell amant Dan per defensar el seu ranxo dels que estan fora de la llei.

## Repartiment
- Natalie Portman: Jane Hammond
- Joel Edgerton: Dan Frost
- Noah Emmerich: Bill Hammond
- Ewan McGregor: John Bishop
- Rodrigo Santoro: Fitchum
- Boyd Holbrook: Vic
- River Shields: el Kid
- Kristen Rakes: l'esposa de Dan
- Jacob Browne: Montgomery
- Sachie Capitani: Kate Hammond
- James Burnett: Cunny Charlie
- Asher Corbin: el fill de Dan

## Producció

### Desenvolupament
El projecte és en principi desenvolupat amb la directora Lynne Ramsay. Però aquesta abandona el projecte un dia abans el començament del rodatge, el 18 de març de 2013. L'endemà, Gavin O'Connor és contracta per reemplaçar-la. El director de fotografia Darius Khondji es retira també del projecte amb la directora, i  Mandy Walker ocupa el seu lloc.

### Càsting
Michael Fassbender estava previst pel paper de Dan Frost. És finalment reemplaçat el març 2013, alguns dies abans el començament del rodatge, per Jude Law, pel rodatge de X-Men: Days of Future Past. No obstant això, Jude Law canvia el seu paper amb el de Joel Edgerton, que inicialment fer de John Bishop. A conseqüència de la marxa de la directora, Jude Law també abandona el projecte. Mentre Tobey Maguire, Jake Gyllenhaal o Jeff Bridges són anunciats per reemplaçar-lo, Bradley Cooper hereta el paper deixat vacant per Jude Law. El 2 de maig de 2013, se sap finalment que Bradley Cooper no serà en la pel·lícula, i que Ewan McGregor farà el paper.

## Crítica
- "Western fosc, atapeït de tenebres i també d'alguns interrogants que no acaben de revelar-se (...)[10]
- "Reivindica el protagonisme excepcional de la figura femenina (...) li falta intensitat i paisatgística, i li'n sobren alguns banals secundaris[11]
- "Les millors cartes de 'La revenja de Jane' són el seu to de veracitat, una atmosfera emocional accessible per al públic mainstream i un ritme sostingut (...)[12]